# Есент
Есент (фр. Esseintes) насеље је и општина у југозападној Француској у региону Аквитанија, у департману Жиронда која припада префектури Лангон.
По подацима из 2011. године у општини је живело 270 становника, а густина насељености је износила 52,94 становника/km². Општина се простире на површини од 5,1 km². Налази се на средњој надморској висини од 60 метара (максималној 94 m, а минималној 11 m).

## Демографија
| 1962. | 1968. | 1975. | 1982. | 1990. | 1999. | 2011. |
| ----- | ----- | ----- | ----- | ----- | ----- | ----- |
| 227   | 234   | 201   | 174   | 194   | 218   | 270   |

График промене броја становника у току последњих година